# Родолфо Бартечко
Родолфо Бартечко, також відомий як Патеско (порт. Rodolpho Barteczko "Patesko", 12 листопада 1910, Німецька імперія — 13 березня 1988, Ріо-де-Жанейро) — бразильський футболіст, що грав на позиції нападника, зокрема, за клуб «Ботафогу», а також національну збірну Бразилії. 
Дворазовий чемпіон Уругваю. Переможець Ліги Каріока. 

## Біографія
Народившись в сім'ї польського іммігранта в Німеччині (мати була німкинею), він приїхав до Бразилії в дитинстві, оселившись разом з батьками в Парані.

## Клубна кар'єра
У футболі дебютував 1930 року виступами за команду «Палестра Італія», в якій провів два сезони. 
Згодом з 1932 по 1934 рік грав у складі клубів «Форца е Луз» та «Насьйональ». З останнім двічі виборював титул чемпіона Уругваю.
Своєю грою за «Насьйональ» привернув увагу представників тренерського штабу клубу «Ботафогу», до складу якого приєднався 1934 року. Відіграв за команду з Ріо-де-Жанейро наступні шість сезонів своєї ігрової кар'єри.
Протягом 1941 року захищав кольори команди клубу «Атлетіко Мінейру».
Завершив професійну ігрову кар'єру у клубі «Ботафогу», у складі якого вже виступав раніше. Прийшов до команди 1942 року, захищав її кольори до припинення виступів на професійному рівні у 1943.

## Виступи за збірну
1934 року дебютував в офіційних матчах у складі національної збірної Бразилії. Протягом кар'єри у національній команді провів у її формі 15 офіційних матчів (забив 6 голів) і 19 неофіційних (забив 6 голів).
У складі збірної був учасником двох мундіалей:
чемпіонату світу 1934 року в Італії, де зіграв в єдиному поєдинку команди на турнірі проти збірної Іспанії (1-3)
чемпіонату світу 1938 року у Франції, де зіграв проти Чехословаччини (2-1), Італії (1-2) і Швеції (4-2), а команда здобула бронзові нагороди.
Також брав участь у Чемпіонаті Південної Америки 1937 року в Аргентині, де разом з командою здобув «срібло», Чемпіонаті Південної Америки 1942 року в Уругваї, на якому команда здобула бронзові нагороди.
Помер 13 березня 1988 року на 78-му році життя у місті Ріо-де-Жанейро.

## Титули і досягнення
- Чемпіон Уругваю (2):

«Насьйональ»: 1933, 1934
- Переможець Ліги Каріока (1):

«Ботафогу»: 1935
- Бронзовий призер чемпіонату світу: 1938
- Срібний призер Чемпіонату Південної Америки: 1937
- Бронзовий призер Чемпіонату Південної Америки: 1942